# La Huesa
La Huesa är en ort i Honduras.   Den ligger i departementet Departamento de Cortés, i den västra delen av landet, 180 km norr om huvudstaden Tegucigalpa. La Huesa ligger 18 meter över havet och antalet invånare är 1 139.
Terrängen runt La Huesa är platt. Runt La Huesa är det ganska tätbefolkat, med 185 invånare per kvadratkilometer. Närmaste större samhälle är San Pedro Sula, 17,5 km sydväst om La Huesa. Omgivningarna runt La Huesa är en mosaik av jordbruksmark och naturlig växtlighet.